# Chessy-les-Mines
Chessy-les-Mines település Franciaországban, Rhône megyében. Lakosainak száma 2058 fő (2022. január 1.). Chessy-les-Mines Bagnols, Saint-Germain-Nuelles, Le Breuil és Châtillon községekkel határos.

## Népesség
A település népességének változása:
| Lakosok száma | 1857 | 1982 | 2107 | 2063 | 2085 | 2107 | 2080 | 2069 | 2058 |
|               | 2013 | 2015 | 2016 | 2017 | 2018 | 2019 | 2020 | 2021 | 2022 |